# 現代史
現代史（英語：Modern history），又譯為近代史，指現代（又譯近代）這個歷史時期的歷史。在西方，現代普遍被定義為中世紀之後的歷史時期，約始於16世紀。由此，現代被進一步區分為早期近代（Early modern）與晚期近代（Late modern）与当代(Contemporary history )，以法國大革命及工業革命爲界，直到現在。
在現代史之中，與現在時間緊密相關的歷史，稱為當代史（Contemporary history）。近代和現代合稱近現代，即以近代為現代之前的一個時期；但有時近代和現代沒有截然的含義區別，視為同義，相互替代使用。

## 概論
中國現代的起始時期，有幾種觀點：
- 辛亥革命建立中華民國。推翻世襲帝制，建立共和民主政體。
- 民國八年五四運動。中國共產黨在此間孕育，其史觀持此觀點，並以鴉片戰爭作為中國近代的開始。

現代時期的開始代表了歐洲文藝復興的結束。確切的時間點會依據各個領域的界定而有所不同，比如說，一個歷史學家可能會將現代的開始放在1650年，而一個音樂家則可能會把時間放在音樂的浪漫時期結束之後，也就是大約1900年。當代史學者習慣把一戰爆發，作為近代的終結、現代的開端。
同樣地，依據各個領域的不同觀點，現代時期可能會被界定為一直延伸到我們現在所處的時間，或者也有可能被認為結束於後現代主義的開始（可能在1960年代到1980年代初期之間的任何一點）。如果是將現代定義為「在後現代之前」的話，那麼它可能特別指涉了現代主義。有的觀點則認為，後現代主義只不過是現代主義本身最晚一個時期（晚期現代主義）的發展而已。

## 革命
現代時期在許多領域中發生了許多顛覆性的變化，將整個「舊世界」轉變成現代世界。這個新世界在核子時代、性革命和達到頂峰，然後一直到了千禧年交替的現在。現代世界基本上被三個重大的革命所形塑：
- 1776年的美國革命
- 1789年的法國大革命
- 18世紀和19世紀期間發生在英國的工業革命

而這三個革命又為下面這個革命埋下了種子：
- 1917年的俄國革命

這些革命也影響到18世紀、19世紀和20世紀中的一些重大戰爭的發生，比如：
- 美國獨立戰爭
- 歐洲的拿破崙戰爭
- 第一次世界大戰（1914年—1918年）
（战间期）
- 第二次世界大戰（1939年—1945年）
- 冷戰（1945年－1991年）

美國革命與法國大革命雖然未能完全結束了專制權力，但讓民主、自由、平等、博愛等成為當今世界的普世價值，變成了新的政府準則與社會規範，才使得這個世界變成了「現代」世界。
像拿破崙等人為歐洲帶來了新的法律制度。這些法律制度是以能力與成就為依歸，而非像封建時代那樣是以社會階級系統為依歸。現代的自由主義政治制度，讓原本沒有公民權的平民獲得了權力。對個人的國族、文化和語言重視的增加，則造成了具有強大力量的民族主義。這些改變最終產生了一些新的意識形態，比如法西斯主義、社會主義和共產主義。
俄羅斯帝國和德意志帝國可以說代表了這股潮流的一個極端。由於希望將過去的遺跡完全抹殺，並且創造一個沒有階級的社會，俄國在1917年發生了二月革命和十月革命，造成了沙皇尼古拉二世和其家人被處決、蘇聯成立、農奴制的改變、以及強迫性地使俄國現代化。在德國，1918年德國皇帝威廉二世退位後，社會形勢動盪不安，促成了希特勒和納粹主義的興起。

## 事件
新成立的美國保障了白種男性公民的投票權，並且使用憲法來制衡政府權力，創建了三權分立的政治系統，即立法、司法、以及由民選出來的總統所領導的行政系統，來達到政府的權力平衡與互相監督。
在科技上的發現、研究與應用改變了物品被製造和販售的方式。比如說，英國的現代機械化加速了像布料和鐵這些商品的製造速度。引擎的發明使得汽車、火車、船隻和飛機得以運作，馬、牛等牲畜不再成為搬運重物的必要工具。物品原料因此能夠大量長距離地運輸到另一個地方，並且快速地被製造，然後販售到全世界去，讓英國成為最富有的國家。
科學的發明與發現持續推動著社會進步。電話、無線電、X光線、顯微鏡、電等為生活帶來了快速的變化。像盤尼西林這類抗生素的發現，帶來了對抗疾病的新方法。而進化論、心理分析等理論的提出，也改變了人類對自我了解的舊有觀念。
來福槍、加農砲、手槍、機關槍、坦克車、飛機、噴射機、飛彈等新式武器的發明，也改變了戰爭的型態。而原子彈、氫彈、化學武器、生物武器等大規模毀滅性武器，使得地球在幾分鐘之內就被摧毀的事情變為可能。這些全部都是現代世界的標識之一。
隨著教會影響力的縮小，對宗教的新態度以及追求個人自由的精神，帶來了對性自由的渴望，並且在第二次世界大戰後得到西方世界的廣泛接受。1960年代的性革命，自由戀愛的倡導，隨之以來的民權運動及種族隔離終結，促成政治和經濟上的性別平等、婦女解放運動、LGBT權利運動以及避孕技術提升，為個人的私領域帶來了更多的選擇。